# Polanowice (osada leśna w województwie lubuskim)
Polanowice – osada leśna w Polsce położona w województwie lubuskim, w powiecie krośnieńskim, w gminie Gubin.
W latach 1975–1998 miejscowość położona była w województwie zielonogórskim.